# فيم (ميسيسيبي)
فيم (بالإنجليزية: Fame, Mississippi)‏ هي منطقة سكنية تقع في الولايات المتحدة في مسيسيبي. يقدر عدد سكانها  وترتفع عن سطح البحر 146.92 متر.